# Macadamia integrifolia
Macadamia integrifolia ist eine Pflanzenart aus der Familie der Silberbaumgewächse (Proteaceae). Es sind kleine bis mittelgroße Bäume, die aus dem Südosten Australiens stammen. Bekannt ist sie durch ihre essbaren Früchte, die Macadamianüsse (auch bekannt als Queenslandnüsse).

## Beschreibung
Macadamia integrifolia wächst als Baum und erreicht eine Höhe von 6 bis 18 m. Die Laubblätter stehen zu dritt in Quirlen an den Zweigen. Das ledrige, unbehaarte Blatt ist oval bis umgekehrt-eiförmig, der Blattrand ist leicht gewellt und manchmal stachlig gezähnt. Die Blattspitze ist variabel: abgerundet, zugespitzt oder leicht eingezogen. Oberseits ist die Blattspreite glänzend grün, die Unterseite ist heller mit deutlich hervortretender Mittelrippe. Die Blätter sind 6,5 bis 14 cm lang bei einer Breite von 2 bis 6,5 cm. Der Blattstiel misst nochmals 0,6 bis 1,8 cm.
Der Blütenstand ist eine 8,5 bis 25 cm lange Traube aus Doppelblüten: je zwei Blüten stehen in der Achsel eines Tragblattes. Die cremefarbenen oder rosafarbenen Blütenblätter werden 0,5 bis 1 cm lang. Blütenstandsachse, Blütenblätter und der Fruchtknoten sind behaart. Die Frucht ist rundlich mit einem Durchmesser von 2 bis 4,5 cm, sie umgibt mit einer ledrigen, 2 bis 6 mm dicken Schale (Perikarp) den einzelnen Samen. Die verholzte Samenschale (Testa) ist 6 bis 10 mm dick.

## Verbreitung
Macadamia integrifolia ist in einem kleinen Gebiet im Norden von New South Wales und im Südosten von Queensland beheimatet. Sie wächst dort in Regenwäldern.

## Verwendung

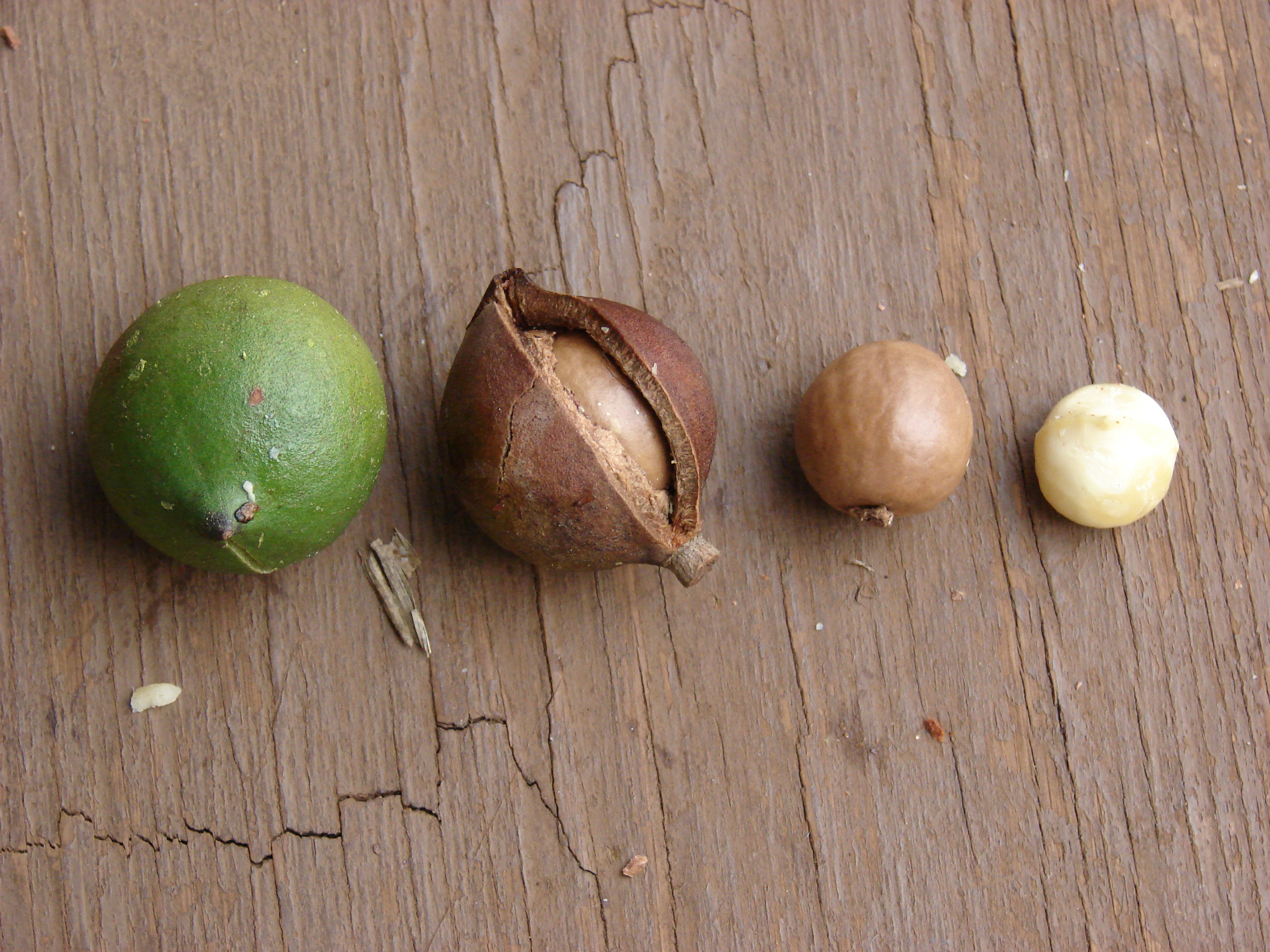
Von links: Grüne, geschlossene Frucht. Reife, aufplatzende Frucht. Samen mit Samenschale. Samen ohne Samenschale.

Die Samen von Macadamia integrifolia sind essbar und als Macadamianüsse im Handel. Macadamia integrifolia und Hybriden mit Macadamia tetraphylla werden deshalb auch außerhalb ihres natürlichen Verbreitungsgebietes angebaut.